# Kenan Thompson
Kenan Thompson, född 10 maj 1978 i Columbus i Ohio (uppvuxen i Atlanta i Georgia), är en amerikansk komiker och skådespelare. 
Thompson är främst känd som en av skådespelarensemblen i det amerikanska humorprogrammet Saturday Night Live. Han har varit en av de fasta skådespelarna där sedan 2003 och är känd för sina imitationer av olika kändisar som Bill Cosby och Whoopi Goldberg. Han är den skådespelare som har medverkat i flest säsonger i programmets historia.
Sin TV-debut gjorde Thompson 1994 i TV-serien All that som visades på Nickelodeon. Där var han en av programledarna under fem säsonger. Tillsammans med vännen tillika kollegan Kel Mitchell har han synts i serien Kenan & Kel och filmen Good Burger (som bygger på en sketch de gjorde i All That).
Han har också medverkat i flera långfilmer, exempelvis Snakes on a Plane (2006) och Fat Albert (2004). 
Thompson var gift med modellen Christina Evangeline mellan 2011 och 2021. Paret har två döttrar födda 2014 respektive 2018.

## Filmografi i urval
- 1994–1999 – All that (TV-serie)
- 1994 – D2: The Mighty Ducks
- 1995 – Tungviktarna
- 1996–2000 – Kenan & Kel (TV-serie)
- 1997 – Good Burger
- 2000 – Rocky och Bullwinkle på äventyr
- 2002 – Big Fat Liar
- 2003 – Love Don't Cost a Thing
- 2003 – My Boss's Daughter
- 2003–2023 – Saturday Night Live (TV-serie)
- 2004 – Barbershop 2 - Back in Business
- 2004 – Fat Albert
- 2006 – Snakes on a Plane
- 2008 – Space Chimps
- 2009 – Sit Down, Shut Up (TV-serie)
- 2011 – Smurfarna (röst)
- 2021 – Home Sweet Home Alone